# Aleksandr Ximànov
Aleksandr Aleksàndrovitx Ximànov (transcripció internacional: Shimanov; en rus: Алекса́ндр Алекса́ндрович Шима́нов; nascut el 8 de maig de 1992 a Sant Petersburg) és un jugador d'escacs rus, que té el títol de Gran Mestre des de 2009.
A la llista d'Elo de la FIDE del maig de 2022, hi tenia un Elo de 2581 punts, cosa que en feia el jugador número 29 (en actiu) de Rússia. El seu màxim Elo va ser de 2664 punts, a la llista de juny de 2013 (posició 81 al rànquing mundial).

## Resultats destacats en competició
El 2010 guanyà l'Obert d'Oberwart a Àustria. El seu bon resultat al Campionat d'Europa individual de 2013 li valgué una plaça per a participar en la Copa del Món de 2013 on eliminà a Gawain Jones per 3½ a 2½ a la primera ronda, però fou eliminat a la segona per Gata Kamsky pel resultat de 1 a 3.
El juliol de 2016 fou subcampió del Torneig de Filadèlfia amb 7 punts de 9, els mateixos punts que Axel Bachmann però amb pitjor desempat, repertint-se els dos un premi de 2.250 dòlars cada u.